# Никулин, Илья Владимирович
Илья́ Влади́мирович Нику́лин (род. 12 марта 1982, Москва) — российский хоккеист, защитник. Воспитанник хоккейной школы московского «Динамо». Трёхкратный чемпион мира (2008, 2009, 2012) в составе сборной России. Заслуженный мастер спорта России (2009).

## Биография
В начале карьеры выступал за фарм-клуб московского «Динамо» и за ТХК из Твери. С 2000 года — игрок основного состава «Динамо». В том же году был выбран на драфте НХЛ 2000 года во 2-м раунде под общим 31-м номером командой «Атланта Трэшерз».
В 2005 году Никулин перешёл в казанский «Ак Барс», где превратился в одного из лучших российских защитников, постоянного участника крупнейших международных соревнований в составе сборной России.
Вместе с «Ак Барсом» стал победителем двух первых розыгрышей Кубка Гагарина (2009 и 2010), причём весной 2010 года, в отсутствие травмированного капитана команды Алексея Морозова именно Илья вёл партнёров за собой и первым поднял над головой главный трофей КХЛ. В мае 2015 года перешёл в московское «Динамо».
С начала сезона 2019/2020 — без контракта. В июле 2020 года стало известно, что Никулин завершил карьеру, занявшись бизнесом.

### Личная жизнь
В августе 2007 года женился на Екатерине, гражданке Латвии. Сын Игнат (род. 29 ноября 2009, крёстный отец Александр Овечкин), дочь (род. 16 февраля 2012).
Вместе с женой владеет несколькими крупными фирмами в Риге. После завершения карьеры переехал в Латвию.

## Достижения

### Клубные
- Чемпионат России:
  - Чемпион: 2005, 2006, 2009, 2010
  - Серебряный призёр: 2007
- Обладатель Кубка Гагарина: 2008/09, 2009/10
- Обладатель Кубка европейских чемпионов: 2007
- Обладатель Континентального кубка: 2008

### В сборных
- Чемпионат мира:
  - Чемпион: 2008, 2009, 2012
  - Серебряный призёр: 2010
  - Бронзовый призёр: 2007
- Серебряный призёр чемпионата мира среди юниоров: 2000

### Личные
- Участник матча звёзд КХЛ: 2009, 2010, 2011, 2012, 2013, 2015, 2018

## Статистика
| Легенда | Легенда                    | Легенда | Легенда                   | Легенда | Легенда    |
| ------- | -------------------------- | ------- | ------------------------- | ------- | ---------- |
| И       | Количество проведённых игр | Штр     | Штрафное время            | +/−     | Плюс-минус |
| Г       | Голы                       | П       | Голевые передачи          | О       | Очки       |
| -       | Статистика неизвестна      | —       | Статистика не учитывалась |         |            |

## Награды
- Медаль ордена «За заслуги перед Отечеством» II степени (30 июня 2009) — за большой вклад в победу национальной сборной команды России по хоккею на чемпионатах мира в 2008 и 2009 годах[8]